# کلستیلان
کلستیلان (انگلیسی: Colestilan) دارویی است که به عنوان یک اتصال دهنده فسفات و جداکننده اسید صفراوی عمل می کند.  این دارو یک رزین تبادل یونی است، یک جداکننده اسید صفراوی خوراکی است که برای درمان هایپرکلسترولمی و هیپرفسفاتمی ساخته شده است.